# 마카오의 총독

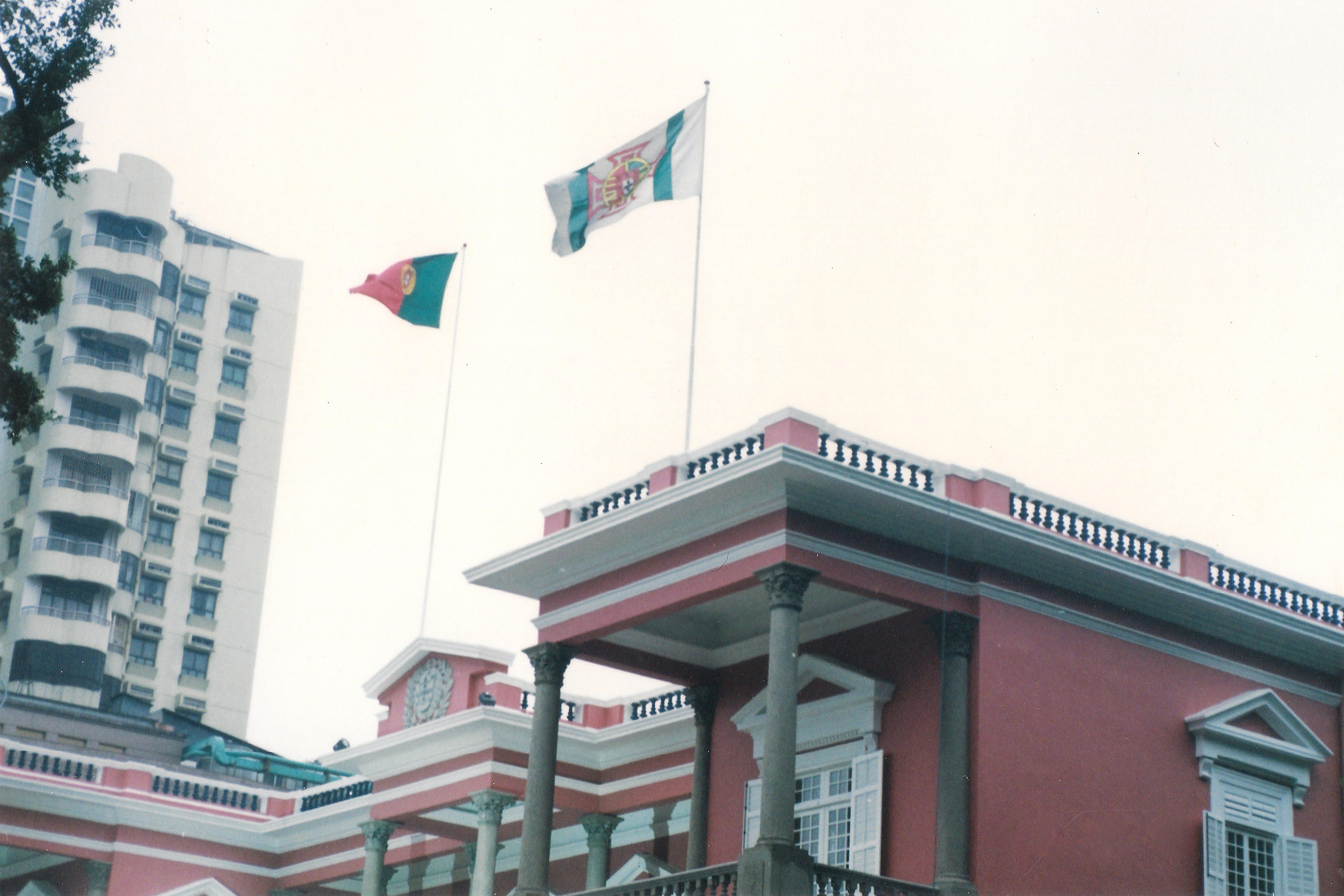
마카오 정부청사 총독기 게양

마카오 총독(포르투갈어: Governador de Macau, 중국어 정체자: 澳門總督, 한자음: 오문총독)은 포르투갈 정부에 의해 임명되어 마카오을 통치한 관직이었다. 1999년 12월 20일 마카오가 중화인민공화국에게 반환되면서 마카오 총독의 역할은 행정장관이 대신하고 있다.
마카오 총독이 머물던 관저인 마카오 총독부는 1999년 마카오 반환 이후 마카오 특별행정구 정부 청사로 사용되고 있다.

## 같이 보기
- 일국양제
- 마카오특별행정구
- 홍콩특별행정구